# Terra nullius
Terra nullius — латинское выражение, пришедшее из римского права, переводится как «ничья (ничейная) земля». Термин используется в международном праве, в случае, если территория не находится под суверенитетом какого-либо государства, или если государство отказалось от прав на данную территорию.
Этот термин с XVIII века и до начала XX века играл большое значение в европейской колонизации, так как terra nullius объявлялась земля с малочисленным населением или населённая аборигенами, которая не принадлежала какой-либо державе. Это означало, что её могла завоевать и колонизировать любая европейская держава.
С концепцией «ничейной земли» тесно связана «доктрина открытия».

## Использование термина в Австралии
Британское переселение в Австралию началось в 1788 году, когда была основана колония Новый Южный Уэльс. Одним из наиболее известных случаев судебного разбирательства по terra nullius было прошение Британской империи о законности её притязаний на Австралийский континент. При этом все аборигены Австралии объявлялись подданными Британской короны, на которых распространялось британское законодательство. Местные законы и обычаи считались недействительными.
Это понятие продержалось в Австралийском законодательстве вплоть до 1992 года, когда Высокий суд Австралии отменил понятие terra nullius. Аборигены получили право жить по своим законам и обычаям. Таким образом, в Австралии существуют две правовые системы: традиционная и англо-австралийская.

## В других случаях

### Антарктида
Хотя часть территории Антарктики и является объектом территориальных претензий со стороны некоторых государств, ни одно из них не может реализовать свой суверенитет, поскольку согласно Договору об Антарктике территории и воды южнее 60° южной широты разрешено использовать сугубо в научных целях. Добыча полезных ископаемых, а также военные манёвры и испытания запрещены. Страны, заявившие претензии на территории Антарктики, не препятствуют созданию научных станций других стран. Также в Антарктике существуют территории, свободные от территориальных претензий, например, Земля Мэри Бэрд.

### Шпицберген
Шпицберген считался terra nullius, пока 9 февраля 1920 года Норвегия не получила суверенитет над архипелагом согласно Шпицбергенскому трактату. До этого архипелаг использовался в качестве базы китобойного промысла различными странами.

### Гренландия
После того как Норвегия в 1905 году получила полную независимость, она отказалась признать датский суверенитет над Гренландией, которая была норвежским владением. В 1931 году норвежский китобой Хальвард Деволд по собственной инициативе занял ненаселённый восточный берег Гренландии. Впоследствии этот захват был поддержан норвежским правительством на том основании, что Гренландия является terra nullius. Двумя годами позже Постоянная палата международного правосудия вынесла решение в пользу Дании, с которым Норвегия согласилась.

### Горня Сига
После распада Югославии и войны у Хорватии и Сербии есть взаимные претензии суверенитета над некоторыми спорными территориями, которые, однако, не относятся к лесистой ненаселённой территории Горня Сига размером 7 км² на берегу Дуная, права на которую не предъявляет ни одна из стран, чтобы не лишиться более важных остальных спорных территорий.

### Западная Сахара
В 1976 году Испания вывела администрацию из Западной Сахары, и бывшую испанскую колонию поделили Марокко и Мавритания. Мавритания позже вывела свои войска из Западной Сахары и отказалась от территориальных притязаний на неё, а Марокко оккупировало почти всю её территорию. В настоящее время провозглашённую Сахарскую Арабскую Демократическую Республику, которая де-факто контролирует не более 20 % территории Западной Сахары, признали около сотни государств.
Однако, по мнению ООН, Западная Сахара является terra nullius, поскольку ни её государственность, ни оккупация Марокко не признается ООН до проведения референдума на всей территории.

### Бир-Тавиль
В 1899 году Великобритания и Египет объявили Судан своим кондоминиумом. Северная граница страны была установлена по 22-й параллели. Но в 1902 году Великобритания в одностороннем порядке изменила границу, передав Судану треугольник Халаиба площадью 20 580 км². Египет же получил от Судана область Бир-Тавиль площадью 2060 км². При этом не было заключено никаких соответствующих договоров с Египтом, где де-факто присутствовала оккупационная британская армия, но который де-юре в то время был независимым государством и признавался таковым в том числе и Великобританией.
Египет отказывается признать границу 1902 года и, соответственно, свой суверенитет над Бир-Тавилем. Судан в свою очередь признаёт границу, установленную англичанами, по которой Бир-Тавиль Судану не принадлежит. Таким образом, эта территория является ничьей землей, на которой не действуют законы какого-либо государства.

### Нейтральные зонынаАравийском полуострове
Нейтральная зона между Саудовской Аравией и Ираком была территорией площадью 7044 км² на границе между этими двумя государствами, существовала с 1922 до 1981—1991 годов.
Также была нейтральная зона на границе между Саудовской Аравией и Кувейтом, площадью 5770 км². Она существовала с 1922 до 1969—1970 годов.

### Риф Скарборо
Группа островов Скарборо расположена в Южно-Китайском море и является объектом территориального спора между КНР, Тайванем и Филиппинами.
Филиппины претендуют на острова на основании того, что риф Скарборо является terra nullius и находится в их исключительной экономической зоне. КНР заявляет, что китайские рыбаки открыли остров ещё в XIII веке, и поэтому риф является китайской территорией.

## Виртуальные государства, претендующие на Terra nullius

Либерленд претендует на анклав, отмеченный как «Сига», Энклава на карман под номером 1, Онгал на карманы 2 и 3, а также на анклав без названия прямо напротив Апатина.

Terra nullius часто становятся объектом территориальных притязаний виртуальных государств: например Великое герцогство Вестарктика претендует на единственную ничейную землю Антарктиды — землю Мэри Бэрд, Королевство Северный Судан — на нейтральную землю Бир-Тавиль между Египтом и Суданом, а Свободная республика Либерленд, Экологическое Дунайское Княжество Онгал, Королевство Энклава и Княжество Селестиния — на ничейные земли по Дунаю между Хорватией и Сербией.
В 2014 году на территории Бир-Тавиля было провозглашено Королевство Северный Судан.
В 2015 году на территории Горня Сига была провозглашена Свободная Республика Либерленд (Либерландия).